# Trimerotropis topanga
Trimerotropis topanga är en insektsart som beskrevs av Rentz, D.C.F. och Weissman 1981. Trimerotropis topanga ingår i släktet Trimerotropis och familjen gräshoppor. Inga underarter finns listade i Catalogue of Life.